# Woodlawn (Kentucky)
Woodlawn és una població dels Estats Units a l'estat de Kentucky. Segons el cens del 2000 tenia 268 habitants.

## Demografia
Segons el cens del 2000, Woodlawn tenia 268 habitants, 98 habitatges, i 78 famílies. La densitat de població era de 2.069,5 habitants/km².
Dels 98 habitatges en un 38,8% hi vivien nens de menys de 18 anys, en un 63,3% hi vivien parelles casades, en un 9,2% dones solteres, i en un 20,4% no eren unitats familiars. En el 17,3% dels habitatges hi vivien persones soles el 4,1% de les quals corresponia a persones de 65 anys o més que vivien soles. El nombre mitjà de persones vivint en cada habitatge era de 2,73 i el nombre mitjà de persones que vivien en cada família era de 3,1.
Per edats la població es repartia de la següent manera: un 25% tenia menys de 18 anys, un 11,6% entre 18 i 24, un 31% entre 25 i 44, un 23,9% de 45 a 60 i un 8,6% 65 anys o més.
L'edat mediana era de 35 anys. Per cada 100 dones de 18 o més anys hi havia 99 homes.
La renda mediana per habitatge era de 56.042 $ i la renda mediana per família de 58.571 $. Els homes tenien una renda mediana de 36.250 $ mentre que les dones 27.188 $. La renda per capita de la població era de 20.888 $. Entorn de l'1,4% de les famílies i el 3,1% de la població estaven per davall del llindar de pobresa.

## Poblacions més properes
El següent diagrama mostra les poblacions més properes.